# Liste der Lieder von Delia Matache

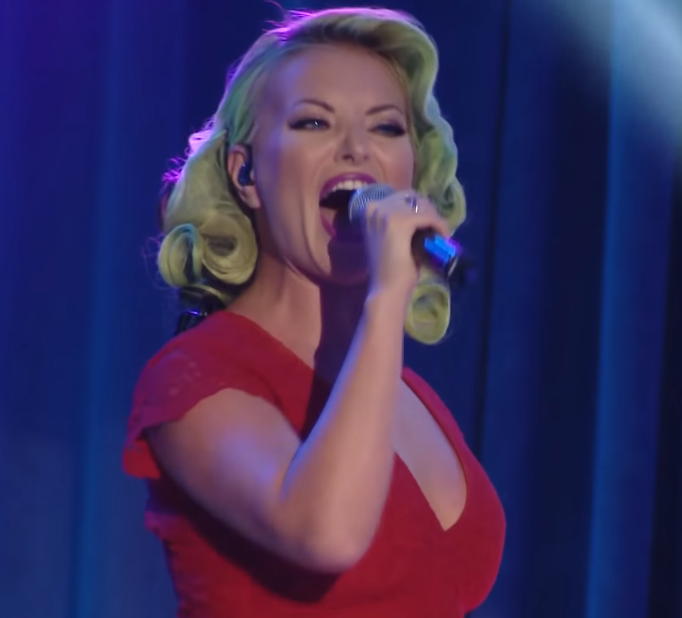
Delia Matache (2016)

Dies ist eine Übersicht der Lieder und Interpretationen der rumänischen Sängerin Delia Matache.

## #
| Titel                     | Autoren                                                          | Album   | Jahr |
| ------------------------- | ---------------------------------------------------------------- | ------- | ---- |
| 1234 (Unde dragoste nu e) | Gheorghe Gheorghiu, Loredana Căvădășan, Marius Moga, Robert Toma | Deliria | 2016 |

## A
| Titel                                                     | Autoren                                                                  | Album              | Jahr |
| --------------------------------------------------------- | ------------------------------------------------------------------------ | ------------------ | ---- |
| Acadele                                                   | Delia Matache, Alexandru Cotoi                                           | 7                  | 2018 |
| Africana                                                  | Delia Matache                                                            | Pe aripi de vânt   | 2012 |
| A lu’ Mamaia                                              | Maxim Chisaru, Smiley, Dorian Micu, Vlad-Costin Munteanu, Ștefan Sprianu | Pe aripi de vânt   | 2015 |
| A lu’ Mamaia – Extended Version                           | Maxim Chisaru, Smiley, Dorian Micu, Vlad-Costin Munteanu, Ștefan Sprianu | Pe aripi de vânt   | 2015 |
| Aprind, Sting                                             | Delia Matache, Daniel Alexandrescu, George Popa                          | Parfum de fericire | 2003 |
| Aruncă-mă                                                 | Delia Matache, Alexandru Cotoi                                           | 7                  | 2020 |
| Aruncă-mă (Deejay Killer & Koss Remix)                    | Delia Matache, Alexandru Cotoi                                           | Non-Album Track    | 2020 |
| Aruncă-mă (Deejay Killer & Koss Remix) – Extended Version | Delia Matache, Alexandru Cotoi                                           | Non-Album Track    | 2020 |
| Aruncă-mă (Grim Ex & Alex Pintilie Remix)                 | Delia Matache, Alexandru Cotoi                                           | Non-Album Track    | 2020 |
| Atât de fericită                                          | Florin Grozea                                                            | Listen Up!         | 2007 |
| Atât de trist                                             | Dan Teodorescu                                                           | Deliria            | 2016 |

## B
| Titel                        | Autoren        | Album      | Jahr |
| ---------------------------- | -------------- | ---------- | ---- |
| Baby                         | Umberto Tomasi | Listen Up! | 2007 |
| Basu’ și cu toba mare (Live) | Adrian Despot  | Live       | 2017 |

## C
| Titel                                | Autoren                                                                | Album              | Jahr |
| ------------------------------------ | ---------------------------------------------------------------------- | ------------------ | ---- |
| Ce are ea                            | Sandor Biro                                                            | Deliria            | 2016 |
| Ce are ea (Live)                     | Sandor Biro                                                            | Live               | 2017 |
| Ce vor de la mine                    | Delia Matache, Sebastian Zsemlye, Mihai Coporan, Terrance Lamont Croom | Parfum de fericire | 2003 |
| Ce zodie ești?                       | Florian Rus, Loredana Cavasdan, Marius Moga                            | Deliria            | 2016 |
| Cine m-a făcut om mare               | Delia Matache                                                          | Deliria            | 2016 |
| Cine m-a făcut om mare (Live)        | Delia Matache                                                          | Live               | 2017 |
| Cineva la ușa mea                    | Adrian Sînă, Ovidiu-Dorin Ionescu                                      | Non-Album Track    | 2013 |
| Cum am știut                         | Killa Fonic, Delia Matache, Denis Roabes                               | FLEX               | 2022 |
| Cum Era                              | Delia Matache, Nane, Alexandru Cotoi                                   | FLEX               | 2020 |
| Cum era (Beni Barath Remix)          | Delia Matache, Nane, Alexandru Cotoi                                   | Non-Album Track    | 2020 |
| Cum Era (Deejay Killer & Koss Remix) | Delia Matache, Nane, Alexandru Cotoi                                   | Non-Album Track    | 2020 |
| Cum ne noi                           | Carla’s Dreams, Marcel Botezan, Sebastian Alexandru Barac              | Deliria            | 2015 |
| Cum ne noi (Live)                    | Carla’s Dreams, Marcel Botezan, Sebastian Alexandru Barac              | Live               | 2017 |

## D
| Titel                          | Autoren                                                 | Album              | Jahr |
| ------------------------------ | ------------------------------------------------------- | ------------------ | ---- |
| Dale                           | Bogdan Florin Vlasceanu                                 | Pe aripi de vânt   | 2011 |
| Dale – Extended Version        | Bogdan Florin Vlasceanu                                 | Dale (Single)      | 2011 |
| Da, Mamă                       | Andrei Tarus                                            | Deliria            | 2015 |
| Da, Mamă (Live)                | Andrei Tarus                                            | Live               | 2017 |
| Dă-mi dragostea ta             | Delia Matache, Mihai Coporan, Terrance Lamont Croom     | Parfum de fericire | 2003 |
| De azi pââââână de crăciun     | Delia Matache, Alexandru Cotoi, Radu-Tiberiu Nantu      | Non-Album Track    | 2019 |
| Deliria – Last Chapter (Outro) | Delia Matache, Michael Massier, Alexandru Turcu         | Deliria            | 2016 |
| Despablito                     | Delia Matache, Grasu XXL, Alexandru Cotoi               | 7                  | 2018 |
| Doar pentru tine               | Delia Matache                                           | Pe aripi de vânt   | 2015 |
| Doar pentru tine (Live)        | Delia Matache                                           | Live               | 2017 |
| Doar un joc                    | Delia Matache, Sebastian Zsemlye, Terrance Lamont Croom | Parfum de fericire | 2003 |
| Doi în unu                     | Delia Matache, Mihai Bendeac                            | Pe aripi de vânt   | 2013 |
| Dragoste cu dinți              | Delia Matache, Alexandru Cotoi                          | 7                  | 2019 |
| Du-te mă                       | Delia Matache, Alexandru Cotoi                          | 7                  | 2018 |

## E
| Titel | Autoren                        | Album | Jahr |
| ----- | ------------------------------ | ----- | ---- |
| eRAI  | Delia Matache, Alexandru Cotoi | FLEX  | 2023 |

## F
| Titel          | Autoren                                         | Album   | Jahr |
| -------------- | ----------------------------------------------- | ------- | ---- |
| Fără te merau  | Delia Matache, Connect-R, Alexandru Cotoi       | FLEX    | 2023 |
| Fata lu’ tata  | Alexandru Cotoi, Andrei Tarus, Carla’s Dreams   | 7       | 2017 |
| Fetița mea     | Delia Matache, Alexandru Cotoi                  | 7       | 2020 |
| Flex           | Delia Matache, Alexandru Cotoi                  | FLEX    | 2023 |
| Flori în plete | Delia Matache, Alexandru Cotoi                  | 7       | 2020 |
| Fulg           | Delia Matache, Michael Massier, Alexandru Turcu | Deliria | 2016 |
| Fum și scrum   | Delia Matache, Michael Massier, Alexandru Turcu | Deliria | 2016 |

## G
| Titel               | Autoren                        | Album      | Jahr |
| ------------------- | ------------------------------ | ---------- | ---- |
| Gândești prea high  | Umberto Tomasi                 | Listen Up! | 2007 |
| Gura ta             | Doru Todoruț, George Călin     | Delirira   | 2016 |
| Gura ta (Live)      | Doru Todoruț, George Călin     | Live       | 2017 |
| Gustul care te fură | Delia Matache, Alexandru Cotoi | FLEX       | 2023 |

## I
| Titel               | Autoren                                         | Album              | Jahr |
| ------------------- | ----------------------------------------------- | ------------------ | ---- |
| Îmi dai fiori       | Daniel Alexandrescu, Delia Matache, George Popa | Parfum de fericire | 2003 |
| Inima mea de 16 ani | Dan Teodorescu                                  | Non-Album Track    | 2022 |
| Inimi desenate      | Baciu Ovidiu, Pelin Ioan Alexandru              | Pe aripi de vânt   | 2015 |
| În Rai              | Nane, Alexandru Cotoi, Costel Dominteanu        | Non-Album Track    | 2021 |
| Între noi           | Alexandru Cotoi, Delia Matache                  | Non-Album Track    | 2021 |
| Ipotecat            | Andrei Ropcea, Delia Matache                    | Pe aripi de vânt   | 2015 |
| Ipotecat (Live)     | Andrei Ropcea, Delia Matache                    | Live               | 2017 |

## J
| Titel         | Autoren       | Album | Jahr |
| ------------- | ------------- | ----- | ---- |
| Jimmy Samurai | Delia Matache | FLEX  | 2023 |

## L
| Titel               | Autoren                                  | Album           | Jahr |
| ------------------- | ---------------------------------------- | --------------- | ---- |
| Lacrimi pentru tine | Delia Matache, Marius Moga               | Listen Up!      | 2007 |
| Let It Rain         | Andrei Maria                             | Non-Album Track | 2009 |
| Listen Up!          | Delia Matache, Connect-R, Ioana Oegar    | Listen Up!      | 2007 |
| Lololo              | Delia Matache, Alexandru Cotoi, Ion Vlad | FLEX            | 2023 |

## M
| Titel                               | Autoren                                                 | Album              | Jahr |
| ----------------------------------- | ------------------------------------------------------- | ------------------ | ---- |
| Make It Last                        | Daniel Alexandrescu, George Popa, Terrance Lamont Croom | Parfum de fericire | 2003 |
| Miami (From Miami Bici 2 The Movie) | Delia Matache, Johny Romano, Alexandru Cotoi            | Soundtrack         | 2023 |

## N
| Titel                    | Autoren                           | Album           | Jahr |
| ------------------------ | --------------------------------- | --------------- | ---- |
| Ne vedem noi             | Smiley, Lucian Nagy, Șerban Cazan | Non-Album Track | 2020 |
| Ne vedem noi (Live)      | Smiley, Lucian Nagy, Șerban Cazan | Non-Album Track | 2020 |
| Ne vedem noi (LLP Remix) | Smiley, Lucian Nagy, Șerban Cazan | Non-Album Track | 2021 |
| No, No, No               | Dawn Penn                         | Listen Up!      | 2007 |
| Nu pot                   | Delia Matache                     | FLEX            | 2023 |

## O
| Titel                                          | Autoren                                     | Album            | Jahr |
| ---------------------------------------------- | ------------------------------------------- | ---------------- | ---- |
| Ochii negri, ochi de țigan (Fată verde) (Live) | Cîrcu Victor, Nicolae Covaci                | Live             | 2017 |
| Ochii tăi                                      | Cristi Enache                               | Listen Up!       | 2007 |
| Omadeo                                         | Flavius Gorgan                              | Pe aripi de vânt | 2012 |
| Omadeo (Extended Version)                      | Flavius Gorgan                              | Omadeo (Single)  | 2012 |
| OTZL GLTZ                                      | Delia Matache, Mihai Susma, Alexandru Cotoi | FLEX             | 2022 |

## P
| Titel              | Autoren                                         | Album              | Jahr |
| ------------------ | ----------------------------------------------- | ------------------ | ---- |
| Parfum de fericire | Daniel Alexandrescu, Delia Matache, George Popa | Parfum de fericire | 2003 |
| Pe aripi de vânt   | Baciu Ovidiu, Pelin Alexandru                   | Pe aripi de vânt   | 2015 |

## R
| Titel                    | Autoren                                  | Album           | Jahr |
| ------------------------ | ---------------------------------------- | --------------- | ---- |
| Rachetă                  | Alexandru Cotoi, Delia Matache           | Non-Album Track | 2021 |
| Raiul e pe pământ (Live) | Mihai Dumbravă, Ion Cristinoiu           | Live            | 2017 |
| Rămâi cu bine            | Delia Matache, Dinescu Constantin-Bogdan | 7               | 2017 |
| Rămâi                    | Delia Matache, Denis Roabeș              | 7               | 2019 |
| Rămâi (Elemer Remix)     | Delia Matache, Denis Roabeș              | Rămâi (Single)  | 2019 |

## S
| Titel                   | Autoren                                             | Album              | Jahr |
| ----------------------- | --------------------------------------------------- | ------------------ | ---- |
| Să mi-cânți             | Delai Matache, Denis Roabeș, Alexandru Cotoi        | 7                  | 2020 |
| Secretul mariei         | Victor Solomon, Marius Moga                         | Listen Up!         | 2007 |
| Simt                    | Delia Matache, Mihai Coporan, Terrance Lamont Croom | Parfum de fericire | 2003 |
| Sirena apelor           | Delia Matache, Alexandru Cotoi, Conte Casanova      | FLEX               | 2023 |
| SKNDL                   | Delia Matache, HVNDS, Alexandru Cotoi               | FLEX               | 2023 |
| Sufletul meu            | Delia Matache, Gabriel Huiban                       | Listen Up!         | 2007 |
| Sunshine                | Alex Pelin, Gabriel Huiban, Mihai Postolache        | Sunshine (Single)  | 2010 |
| Sunshine – Extended Mix | Alex Pelin, Gabriel Huiban, Mihai Postolache        | Sunshine (Single)  | 2010 |

## T
| Titel                    | Autoren                                         | Album              | Jahr |
| ------------------------ | ----------------------------------------------- | ------------------ | ---- |
| Timpul nu poate fi oprit | Daniel Alexandrescu, Delia Matache, George Popa | Parfum de fericire | 2003 |
| Tipa                     | Delia Matache, Connect-R                        | Listen Up!         | 2007 |
| Tot ce vrei              | Delia Matache, Adian Despot, Alexandru Cotoi    | FLEX               | 2022 |
| Trăiește frumos          | Delia Matache                                   | 7                  | 2018 |

## U
| Titel                      | Autoren                     | Album            | Jahr |
| -------------------------- | --------------------------- | ---------------- | ---- |
| U (Fightin with my Ghosts) | Delia Matache, Lavinia Sima | Pe aripi de vânt | 2013 |

## V
| Titel                    | Autoren                                                                                       | Album              | Jahr |
| ------------------------ | --------------------------------------------------------------------------------------------- | ------------------ | ---- |
| Vara asta                | Michael Pow, Marius Moga                                                                      | Listen Up!         | 2007 |
| Verde Împărat            | Delia Matache, Alexandru Cotoi                                                                | 7                  | 2017 |
| Vino la mine             | Nick                                                                                          | Non-Album Track    | 2006 |
| Vreau la țară            | Delia Matache, Alexandru Cotoi, Mircea Baniciu                                                | 7                  | 2019 |
| Vreau să te simt aproape | Delia Matache, Daniel Alexandrescu, George Popa, Mircea 'X-Man' Presel, Terrance Lamont Croom | Parfum de fericire | 2003 |

## W
| Titel                            | Autoren                                   | Album                  | Jahr |
| -------------------------------- | ----------------------------------------- | ---------------------- | ---- |
| Weekend                          | Denis Roabeș, Alexandru Cotoi, The Motans | 7                      | 2017 |
| Welcome to Deliria (Intro)       | RR                                        | Deliria                | 2016 |
| Wuella Wuella                    | Loredana Sachelaru                        | Pe aripi de vânt       | 2012 |
| Wuella Wuella – Extended Version | Loredana Sachelaru                        | Wuella Wuella (Single) | 2012 |

## Z
| Titel   | Autoren       | Album      | Jahr |
| ------- | ------------- | ---------- | ---- |
| Ziua ta | Delia Matache | Listen Up! | 2007 |